# HOT SHOT
「HOT SHOT」（ホット ショット）は、GENERATIONS from EXILE TRIBEの楽曲で、4枚目のシングル。2013年10月9日にrhythm zoneから発売。

## 概要
- 前作「Love You More」より約5か月ぶりのシングル。2013年第3弾シングルとなる。
- 「CDのみ」、「CD+DVD」、「ワンコインシングル」、「ミュージックカード（7種）」の全10形態での発売。「CDのみ」、「CD+DVD」には初回特典としてロゴステッカーが封入されている。
- CDには、表題曲を含む全3曲5ヴァージョンを収録。前作と同じくSpecial Bonus Trackとして、「Love You More」のEnglish Versionを収録。DVDには、表題曲のMUSIC VIDEOを収録。

## 収録曲
CD
1. HOT SHOT [4:02]
作詞：SUNNY BOY、作曲：Ricky Hanley・Kevin Charge・Hide Nakamura
  - テレビ朝日系『お願い!ランキング』2013年10月度エンディングテーマ
2. Into You [4:19]
作詞：岡田マリア、作曲：SKY BEATZ・FAST LANE・Chris Hope・J Faith
  - サマンサタバサ「Samantha×カワイイ×Art」TV CMソング
3. HOT SHOT（Instrumental）
4. Into You（Instrumental）
5. Love You More (English version) [4:48]
（作詞：岡田マリア、作曲：SKY BEATZ・SHIKATA・Chris Hope・J Faith）

DVD
1. HOT SHOT（MUSIC VIDEO）